# Claire Donahue
Claire Donahue (12 de gener de 1989) és una nedadora estatunidenca. Va guanyar dues medalles d'or als Jocs Panamericans de 2011 i va acabar segona al Campionat Nacional 2011 dels 100 metres papallona. Va qualificar per representar els Estats Units als Jocs Olímpics de 2012 i va acabar setena en l'esdeveniment de 100 metres estil papallona.
Després de la secundària, va assistir a la Universitat de Western Kentucky amb especialització en treball social. El seu entrenador és Bruce Marchionda.